# Aşağıköy, Ulus
Aşağıköy là một xã thuộc huyện Ulus, tỉnh Bartın, Thổ Nhĩ Kỳ. Dân số thời điểm năm 2011 là 308 người.